# Venusia bradyi
Venusia bradyi är en fjärilsart som beskrevs av Louis Beethoven Prout 1905. Venusia bradyi ingår i släktet Venusia och familjen mätare. Inga underarter finns listade i Catalogue of Life.